# Référendum constitutionnel australien de 1999

Réponses négatives (rouge) et positives (bleu) à la question sur la République. La saturation de la couleur exprime une forte tendance.

Le référendum constitutionnel australien de 1999 a lieu le 6 novembre 1999 en Australie afin de permettre à la population de se prononcer sur la transformation de la monarchie en une République avec un président élu au suffrage indirect par le Parlement, ainsi que sur l'ajout d'un préambule à la Constitution.
Les deux propositions sont rejetées par les électeurs.

## Objets
La première question du référendum est : « Modifier la Constitution pour établir le Commonwealth d'Australie en tant que république, la reine et le gouverneur général étant remplacés par un président nommé à la majorité des deux tiers des membres du Parlement du Commonwealth. Approuvez-vous cette proposition de modification ? » (To alter the Constitution to establish the Commonwealth of Australia as a republic with the Queen and Governor-General being replaced by a President appointed by a two-thirds majority of the members of the Commonwealth Parliament. Do you approve this proposed alteration?)
Une autre question, d'importance moindre, concerne l'ajout d'un texte introductif à la Constitution : « Modifier la Constitution pour insérer un préambule. Approuvez-vous cette proposition de modification ? » (To alter the Constitution to insert a preamble. Do you approve this proposed alteration?)
La question républicaine repose sur la convention constitutionnelle de Canberra de février 1998, établissant que si le « oui » l'emporte, le président serait élu par le Parlement d'Australie selon un modèle d'entente bipartisane.

## Résultats

### Nationaux

#### Système républicain
| Pour                      | 5 273 024  | 45,13 |  |  |
| Contre                    | 6 410 787  | 54,87 |  |  |
|                           |            |       |  |  |
| États pour                | 0          | 4 / 7 |  |  |
|                           |            |       |  |  |
| Votes valides             | 11 683 811 | 99,14 |  |  |
| Votes blancs et invalides | 101 189    | 0,86  |  |  |
| Total                     | 11 785 000 | 100   |  |  |
| Abstention                | 607 040    | 4,90  |  |  |
| Inscrits/Participation    | 12 392 040 | 95,10 |  |  |

#### Ajout d'un préambule à la Constitution
| Pour                      | 4 591 563  | 39,34 |  |  |
| Contre                    | 7 080 998  | 60,66 |  |  |
|                           |            |       |  |  |
| États pour                | 0          | 4 / 7 |  |  |
|                           |            |       |  |  |
| Votes valides             | 11 672 561 | 99,05 |  |  |
| Votes blancs et invalides | 112 474    | 0,95  |  |  |
| Total                     | 11 785 035 | 100   |  |  |
| Abstention                | 607 005    | 4,90  |  |  |
| Inscrits/Participation    | 12 392 040 | 95,10 |  |  |

### Par subdivision
| État                                   | Inscrits                                                                                 | Participation                                                                            | Pour                                                                                     | Pour                                                                                     | Contre                                                                                   | Contre                                                                                   | Blancs et invalides                                                                      |                                                                                          |
| État                                   | Inscrits                                                                                 | Participation                                                                            | Vote                                                                                     | %                                                                                        | Vote                                                                                     | %                                                                                        | Blancs et invalides                                                                      |                                                                                          |
| -------------------------------------- | ---------------------------------------------------------------------------------------- | ---------------------------------------------------------------------------------------- | ---------------------------------------------------------------------------------------- | ---------------------------------------------------------------------------------------- | ---------------------------------------------------------------------------------------- | ---------------------------------------------------------------------------------------- | ---------------------------------------------------------------------------------------- | ---------------------------------------------------------------------------------------- |
| Nouvelle-Galles du Sud                 | 4 146 653                                                                                | 3 948 714                                                                                | 1 817 380                                                                                | 46,43                                                                                    | 2 096 562                                                                                | 53,57                                                                                    | 34 772                                                                                   |                                                                                          |
| Victoria                               | 3 164 843                                                                                | 3 016 737                                                                                | 1 489 536                                                                                | 49,84                                                                                    | 1 499 138                                                                                | 50,16                                                                                    | 28 063                                                                                   |                                                                                          |
| Queensland                             | 2 228 377                                                                                | 2 108 694                                                                                | 784 060                                                                                  | 37,44                                                                                    | 1 309 992                                                                                | 62,56                                                                                    | 14 642                                                                                   |                                                                                          |
| Australie-Occidentale                  | 1 176 311                                                                                | 1 114 326                                                                                | 458 306                                                                                  | 41,48                                                                                    | 646 520                                                                                  | 58,52                                                                                    | 9 500                                                                                    |                                                                                          |
| Australie-Méridionale                  | 1 027 392                                                                                | 986 394                                                                                  | 425 869                                                                                  | 43,57                                                                                    | 551 575                                                                                  | 56,43                                                                                    | 8 950                                                                                    |                                                                                          |
| Tasmanie                               | 327 729                                                                                  | 315 641                                                                                  | 126 271                                                                                  | 40,37                                                                                    | 186 513                                                                                  | 59,63                                                                                    | 2 857                                                                                    |                                                                                          |
| Territoire de la capitale australienne | 212 586                                                                                  | 202 614                                                                                  | 127 211                                                                                  | 63,27                                                                                    | 73 850                                                                                   | 36,73                                                                                    | 1 553                                                                                    |                                                                                          |
| Territoire du Nord                     | 108 149                                                                                  | 91 880                                                                                   | 44 391                                                                                   | 48,77                                                                                    | 46 637                                                                                   | 51,23                                                                                    | 852                                                                                      |                                                                                          |
| Total                                  | 12 392 040                                                                               | 11 785 000                                                                               | 5 273 024                                                                                | 45,13                                                                                    | 6 410 787                                                                                | 54,87                                                                                    | 101 189                                                                                  |                                                                                          |
| Résultat                               | Aucun état n'atteint de majorité et au global un écart de 1137763 votes en faveur du non | Aucun état n'atteint de majorité et au global un écart de 1137763 votes en faveur du non | Aucun état n'atteint de majorité et au global un écart de 1137763 votes en faveur du non | Aucun état n'atteint de majorité et au global un écart de 1137763 votes en faveur du non | Aucun état n'atteint de majorité et au global un écart de 1137763 votes en faveur du non | Aucun état n'atteint de majorité et au global un écart de 1137763 votes en faveur du non | Aucun état n'atteint de majorité et au global un écart de 1137763 votes en faveur du non | Aucun état n'atteint de majorité et au global un écart de 1137763 votes en faveur du non |